# Amatovci
Amatovci es una localidad de Croacia en el ejido de Brestovac, condado de Požega-Eslavonia.

## Geografía
Se encuentra a una altitud de 395 m s. n. m. a 157 km de la capital nacional, Zagreb.

## Demografía
Para la fecha del censo 2011 la localidad se encontraba deshabitada.
| Gráfica de población de Amatovci 1857-2011                          |
|                                                                     |
| Según los censos de población de la oficina estadística de Croacia. |